# Municipio de Franklin (condado de Erie)
El municipio de Franklin (en inglés: Franklin Township) es un municipio ubicado en el condado de Erie en el estado estadounidense de Pensilvania. En el año 2000 tenía una población de 1.609 habitantes y una densidad poblacional de 22 personas por km².

## Geografía
El municipio de Franklin se encuentra ubicado en las coordenadas 41°55′00″N 80°12′59″O / 41.91667, -80.21639.

## Demografía
Según la Oficina del Censo en 2000 los ingresos medios por hogar en la localidad eran de $49,483 y los ingresos medios por familia eran de $50,789. Los hombres tenían unos ingresos medios de $36,759 frente a los $26,310 para las mujeres. La renta per cápita de la localidad era de $17,898. Alrededor del 3,0% de la población estaba por debajo del umbral de pobreza.